# Acentrogobius caninus
Acentrogobius caninus és una espècie de peix de la família dels gòbids i de l'ordre dels perciformes.

## Morfologia
- Els mascles poden assolir 13 cm de longitud total.[4][5]

## Alimentació
Menja invertebrats.

## Hàbitat
És un peix de clima tropical i demersal.

## Distribució geogràfica
Es troba a Austràlia, Bangladesh, Cambodja, la Xina (incloent-hi Hong Kong), l'Índia, Indonèsia, Palau, les Filipines, les Seychelles, Taiwan, Tanzània, Tailàndia i el Vietnam.

## Ús comercial
Es comercialitza fresc al delta del riu Mekong, tot i que és verinós, ja que conté tetraodontoxina.